# 葡萄牙语国家共同体
葡萄牙语国家共同体（葡萄牙語：。国际音标：/kumuni'dad(ɨ) duʃ pɐ'izɨʒ dɨ 'lĩŋgwɐ puɾtu'gezɐ/（葡萄牙葡语）；/komuni'dadʒi dus pa'izis dʒi 'lĩŋgwa poɾtu'gezɐ/（巴西葡语）。首字母縮略字：CPLP，简称：葡语国家共同体）是一个以葡萄牙语为官方语言的国家组成的友好论坛。有接近三亿人生活在说葡语的主权国家，遍布全球。

## 歷史
在歷史上，曾經有數次關於建立一個葡語國家聯盟的討論。1983年，時任葡萄牙外交部長雅伊梅·伽马在對佛得角進行國事訪問期間，提出了葡語國家每兩年舉行一次峰會的構想，以及希望各葡語國家政府的部長能夠定期會面。
共同體七個初始創始國——葡萄牙、巴西、佛得角、聖多美和普林西比、莫桑比克、安哥拉和幾內亞比紹在葡萄牙里斯本舉行了第一次共同體峰會，宣佈共同體正式建立。隨後，東帝汶在2002年正式獨立後，亦加入了共同體。赤道幾內亞亦於2014年第十屆共同體峰會上加入。
2005年，各葡語國家文化部長宣佈每年5月5日爲葡萄牙語文化日（Dia da Cultura Lusófona）。
共同體的合作領域，亦由當初的加強文化聯繫，到如今的促進貿易和政治合作。2017年，九個成員國在巴西利亞宣佈將合作領域延伸至海事、旅遊業、經濟以及國防。同時共同體亦決定賦予觀察員更多的權力。

## 组成与成员国

### 會員國
葡语国家共同体于1996年成立的时候有七个国家：葡萄牙，葡萄牙在南美的前殖民地巴西，五个在非洲的前殖民地——安哥拉、佛得角、几内亚比绍、莫桑比克、圣多美和普林西比。东帝汶从印度尼西亚独立出来后于2002年加入共同体。赤道幾內亞於2014年正式成爲會員國。

#### 赤道幾內亞
赤道幾內亞曾在15到18世紀爲葡萄牙的殖民地，該國至今部分地區依然流通着一種以葡萄牙語爲基礎的歸融語，同時和葡萄牙及聖多美和普林西比保持一定文化上的聯繫。2004年7月的共同體峰會上，各會員國一致同意增設觀察員國席位，之後赤道幾內亞嘗試與共同體討論加入的可能性。2007年，赤道幾內亞決定將葡萄牙語增列爲官方語言，以便利日後加入共同體。2010年6月，赤道幾內亞提出申請要求成爲正式會員國。同年7月，共同體的第八屆峰會決定將正式與赤道幾內亞展開加入談判，2014年7月，共同體第十屆峰會上正式決定接納赤道幾內亞爲正式會員國。

#### 澳門
澳門曾爲葡萄牙的殖民地，並且於1999年主權回歸中國。至今澳門與葡萄牙依然保持密切的文化聯繫，同時葡萄牙語亦是澳門的官方語言之一。但是澳門當地大部分人口並不使用葡萄牙語，而是以粵語爲主要語言。2006年中國與葡語國家部長會議上，時任共同體副祕書長 Tadeu Soares 邀請澳門特區行政長官何厚鏵提出申請成爲共同體的觀察員。澳門特區政府方面尚未正式提出加入要求。但共同體前祕書長穆拉德·穆拉吉認爲，由於澳門是中國領土，故澳門若望加入，需獲中國中央政府批准，使問題更加複雜。

#### 烏拉圭
烏拉圭與巴西接壤，兩國邊境存在大量的葡萄牙語使用者。葡萄牙語在烏拉圭是六年級之後的必修課。經過多年的爭取，烏拉圭在2016年10月31日獲觀察員地位。2018年4月30日，烏拉圭外交部長稱該國將會爭取成爲正式會員國。

#### 加利西亞 (西班牙)
加利西亞是西班牙的自治區之一，加利西亞語和葡萄牙語相當接近，兩者常被認爲是同一語言下的不同方言，加利西亞境內存在重新融入主義運動，以謀求和葡萄牙重新達到文化和語言上的統一。2006年2月，加利西亞政府稱有興趣成爲共同體的正式成員國。
目前加利西亞有四個主要組織支持加利西亞加入葡語共同體：加利西亞-葡萄牙友誼協會、加利西亚民族主义集团、加利西亞語言協會以及加利西亞語言抵抗運動。2018年，加利西亞地方議會一致同意要求地方政府開始爲加利西亞加入共同體作準備。

### 觀察員
2006年7月，赤道幾內亞和毛里裘斯成爲觀察員，同時還有另外17個國際組織被列爲諮詢觀察員。2014年7月23日，赤道幾內亞成爲正式會員國。
毛里裘斯最先由葡萄牙航海家發現，並且與莫桑比克關係密切。2008年，塞內加爾因爲其境內的卡薩芒斯地區與葡萄牙有歷史聯繫，因此亦被列爲觀察員國。
2014年7月的帝力峰會上，格魯吉亞、日本、納米比亞和土耳其被賦予觀察員國地位。日本在16及17世紀期間深受葡萄牙語的影響，該國至今依然通過兩百萬生活在巴西和日本的日本裔巴西人與葡語國家保持聯繫。納米比亞則是由於與安哥拉接壤。
2016年峰會上，又有另外三個歐洲國家——捷克、匈牙利和斯洛伐克，以及南美洲國家烏拉圭被接納爲觀察員國。烏拉圭和巴西及葡萄牙有歷史聯繫，並且該國與巴西的邊境上存在着一種西班牙語和葡萄牙語的混合皮欽語——烏拉圭葡萄牙語。2018年1月，意大利提出觀察員地位請求，希望以此加強與葡語國家的雙邊關係。意大利政府在其請求中提及，由於共同體不斷吸納觀察員國，該組織已經成爲不同地理區域國家之間的國際交流論壇。意大利和葡萄牙有着共同古羅馬文化與歷史傳承，並且意大利還在非葡語國家中，開設數目最多的大學葡萄牙語專業。同年1月，安道爾亦正式提出同樣請求。由於移民和地緣人數，葡萄牙語是安道爾最多人使用的語言之一。
2018年的峰會上，一系列國家和組織獲得觀察員地位——盧森堡、安道爾、英國、阿根廷、塞爾維亞、智利、法國、意大利以及伊比利亞-美洲國家組織。同年，共同體開始將烏拉圭視爲正式成員國候選國。
2021年的峰會上，共同再次擴大，授予了一批國家和組織觀察員地位：國家上有加拿大、科特迪瓦、希臘、印度、愛爾蘭、祕魯、卡塔爾、羅馬尼亞和美國，國際組織則有伊比利亞-美洲高峰會、G7+和歐洲公共法律組織。

### 成員表格一覽
| 國家             | 地位   | 加入年份   | 官方語言                               | 洲份   |
| ---------------- | ------ | ---------- | -------------------------------------- | ------ |
| 葡萄牙           | 成员   | 1996年     | 葡萄牙語                               | 歐洲   |
| 巴西             | 成员   | 1996年     | 葡萄牙語                               | 南美洲 |
| 安哥拉           | 成员   | 1996年     | 葡萄牙語                               | 非洲   |
| 莫桑比克         | 成员   | 1996年     | 葡萄牙語                               | 非洲   |
|                  | 成员   | 1996年     | 葡萄牙語                               | 非洲   |
|                  | 成员   | 1996年     | 葡萄牙語                               | 非洲   |
| 聖多美和普林西比 | 成员   | 1996年     | 葡萄牙語                               | 非洲   |
| 东帝汶           | 成员   | 2002年     | 葡萄牙語和德頓語                       | 亞洲   |
| 赤道几内亚       | 成员   | 2014年     | 葡萄牙語、西班牙語和法語               | 非洲   |
| 模里西斯         | 观察员 | 2006年7月  | 英語                                   | 非洲   |
| 塞内加尔         | 观察员 | 2008年7月  | 法語                                   | 非洲   |
|                  | 观察员 | 2014年7月  | 格魯吉亞語                             | 歐洲   |
| 日本             | 观察员 | 2014年7月  | 日語                                   | 亞洲   |
| 纳米比亚         | 观察员 | 2014年7月  | 英語                                   | 非洲   |
| 土耳其           | 观察员 | 2014年7月  | 土耳其語                               | 亞洲   |
| 捷克             | 观察员 | 2016年11月 | 捷克語                                 | 歐洲   |
| 匈牙利           | 观察员 | 2016年11月 | 匈牙利語                               | 歐洲   |
| 斯洛伐克         | 观察员 | 2016年11月 | 斯洛伐克語                             | 歐洲   |
| 乌拉圭           | 观察员 | 2016年11月 | 西班牙語                               | 南美洲 |
| 安道尔           | 观察员 | 2018年7月  | 加泰羅尼亞語                           | 歐洲   |
| 阿根廷           | 观察员 | 2018年7月  | 西班牙語                               | 南美洲 |
| 智利             | 观察员 | 2018年7月  | 西班牙語                               | 南美洲 |
| 法國             | 观察员 | 2018年7月  | 法語                                   | 歐洲   |
| 義大利           | 观察员 | 2018年7月  | 意大利語                               | 歐洲   |
| 盧森堡           | 观察员 | 2018年7月  | 盧森堡語、德語和法語                   | 歐洲   |
| 英国             | 观察员 | 2018年7月  | 英語                                   | 歐洲   |
| 加拿大           | 观察员 | 2021年7月  | 英語和法語                             | 北美洲 |
| 希腊             | 观察员 | 2021年7月  | 希臘語                                 | 歐洲   |
| 印度             | 观察员 | 2021年7月  | 印地語和英語                           | 亞洲   |
| 愛爾蘭           | 观察员 | 2021年7月  | 愛爾蘭語和英語                         | 歐洲   |
|                  | 观察员 | 2021年7月  | 法語                                   | 非洲   |
|                  | 观察员 | 2021年7月  | 阿拉伯語                               | 亞洲   |
| 西班牙           | 观察员 | 2021年7月  | 西班牙語                               | 歐洲   |
| 秘魯             | 观察员 | 2021年7月  | 西班牙語                               | 南美洲 |
| 羅馬尼亞         | 观察员 | 2021年7月  | 羅馬尼亞語                             | 歐洲   |
| 美国             | 观察员 | 2021年7月  | 無（英語為最常用語言，其次是西班牙語） | 北美洲 |

### 成員國資料一覽
| 國家             | 面積 (平方公里)                         | 人口                           | 本地生產總值 （國際匯率）     | 人均本地生產總值 （國際匯率） | 本地生產總值 （購買力平價）  | 人均本地生產總值 （購買力平價） | 人類發展指數 |
| ---------------- | --------------------------------------- | ------------------------------ | ----------------------------- | ----------------------------- | ---------------------------- | ------------------------------- | ------------ |
| 巴西             | 8,358,140                               | 212,559,417                    | 1,491,772                     | 7,011                         | 3,328,459                    | 15,643                          | 0.765        |
| 安哥拉           | 1,246,700                               | 32,866,272                     | 66,493                        | 2,080                         | 219,841                      | 6,878                           | 0.581        |
| 莫桑比克         | 786,380                                 | 31,255,435                     | 13,957                        | 425                           | 42,460                       | 1,293                           | 0.456        |
| 葡萄牙           | 91,590                                  | 10,196,709                     | 257,391                       | 25,065                        | 370,497                      | 36,079                          | 0.864        |
|                  | 28,120                                  | 1,968,001                      | 1,647                         | 888                           | 4,469                        | 2,409                           | 0.480        |
|                  | 4,030                                   | 555,987                        | 2,003                         | 3,555                         | 3,852                        | 6,837                           | 0.665        |
| 聖多美和普林西比 | 960                                     | 219,159                        | 485                           | 2,174                         | 875                          | 3,926                           | 0.625        |
| 东帝汶           | 14,870                                  | 1,318,445                      | 1,726                         | 1,285                         | 4,192                        | 3,119                           | 0.606        |
| 赤道几内亚       | 28,050                                  | 1,402,985                      | 11,726                        | 8,074                         | 26,485                       | 18,236                          | 0.592        |
| 總計/平均        | 10,558,840 平方公里 (總計) (世界第2位） | 292,342,410 (總計) (世界第4位) | 1,847,200 (總計) (世界第10位) | 5,617 (總計) (世界第113位)    | 4,001,130 (平均) (世界第7位) | 10,491 (平均) (世界第143位)     | 0.626 (平均) |

## 合作領域
葡语国家有接近三億的人口遍布全球，有相似的文化及共同的历史。葡语国家共同体的国家总面积超过10,558,840万平方公里，比加拿大还大。

### 政治合作
自成立起，共同体就帮助圣多美和普林西比、几内亚比绍解决政变引起的问题，从而帮助两个国家进行经济重建（如圣多美）及民主重建（如几内亚比绍）。
共同体的领导人们相信安哥拉和莫桑比克的和平，以及东帝汶的独立有助于共同体的长远发展及多边主义的加强。

### 語言及教育

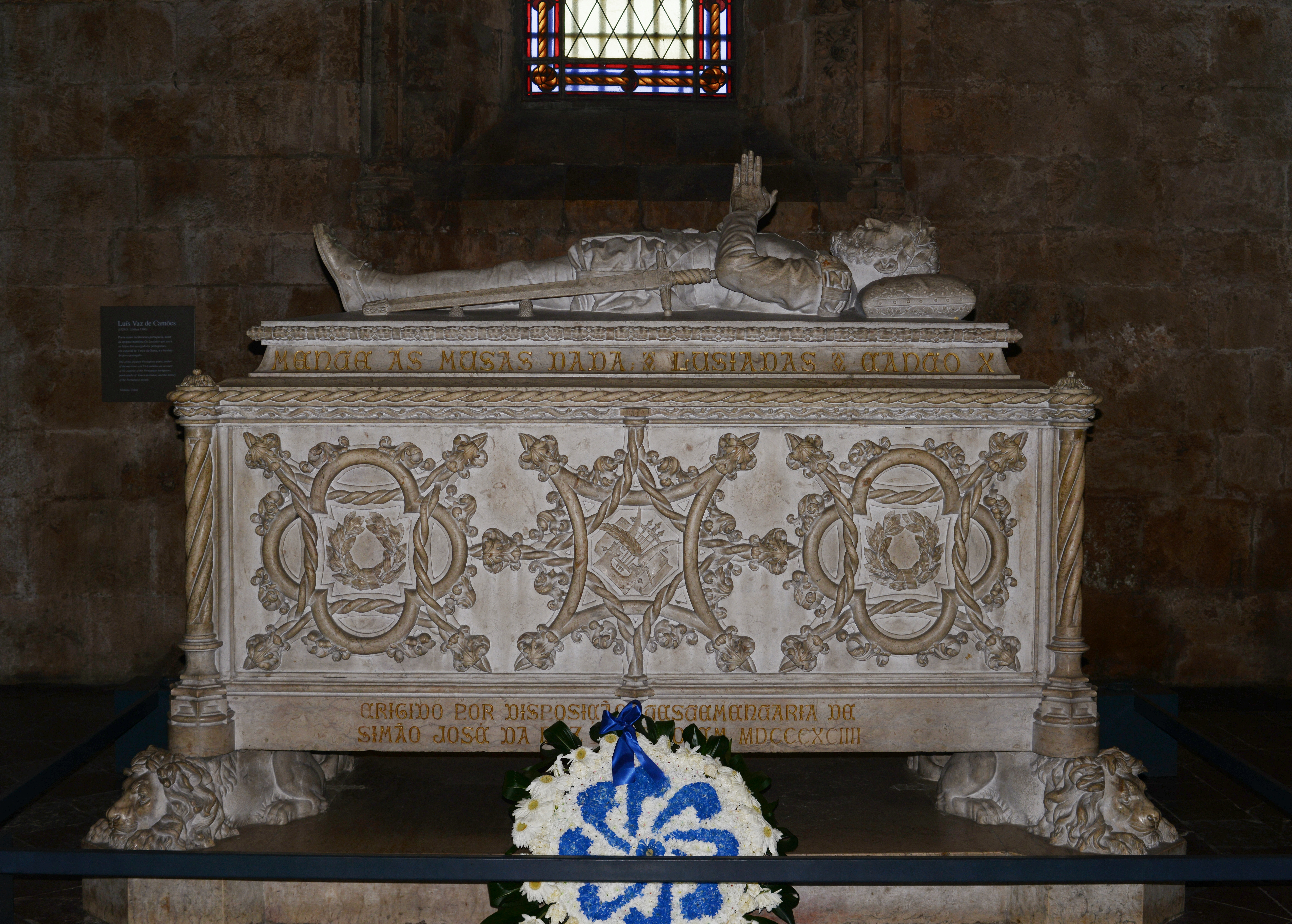
路易·德·賈梅士在葡萄牙語世界備受尊敬，其墓（如圖）是葡語國家領導訪問葡萄牙時的必訪之地

在葡语非洲及东帝汶，仍有不少學齡兒童無法接受教育。这些較落後地区的教育机构向葡萄牙及巴西寻求帮助加强葡语教育（如在许多城市及乡镇建立贾梅士学院语言中心及分支）。葡语正在成为南部非洲的主要语言之一，如纳米比亚和南非都有不少學校及機構教授葡语。
安哥拉目前並未簽署1990年的正字法改革。

### 共同公民身份
共同公民身份（葡萄牙語：cidadania lusófona）是共同體内一個有爭議的話題。2017年峰會上，葡萄牙和佛得角向巴西提議加強成員國之間的遷居自由。但該提案被認爲與申根區的政策有衝突（葡萄牙是歐盟及申根區的成員國）。但亦有人認爲，共同體可以透過簡化居住權申請手續、互認學歷、專業技能以及社保來建設共同公民身份。2021峰會上，共同體就促進成員國間公民遷徙自由，計劃推出四類出入境方案：短居、暫居、長居簽證以及永久居留權。 

### 其他項目
- 葡语国家共同体艾滋病计划——旨在帮助五个非洲成员国
- 企业家技能发展中心——在安哥拉罗安达建立
- 公共行政发展中心——在莫桑比克马普托建立
- 东帝汶官方语言中心
- 防治疟疾会议——在圣多美和普林西比举行
- 葡萄牙语语言调查
- 数字化学校和大学
- 几内亚比绍选举（东帝汶总统，诺贝尔奖得主若泽·拉莫斯·奥尔塔（José Ramos-Horta）是葡语国家共同体在选举过程中的代表）
- 支持几内亚比绍重建公共机构的紧急计划
- 重建东帝汶司法及公共行政
- 对抗贫穷和饥饿
- 藪貓行動——葡语国家共同体军事力量年度联合演习
- 葡萄牙语国家共同体电影节

## 組織及架構
共同体的方针及重点由两年一次的国家首脑会议确定，共同体的行动计划由每年的外长理事会议批准。
此外还有常设指导委员会每月召开会议来跟进特别的计划及项目。
共同体由九个成员国负担经费。
在东帝汶成为成员国后，现在的葡语国家共同体旗帜上有八个花瓣，而不是七个。

### 使命
共同體的主要使命有：
- 加強葡萄牙語的使用深度和廣度；
- 各成員國間建立政治及外交合作；
- 進行全領域合作，包括教育、健康、科技、國防、農業、公共行政、通信、司法、公共安全、文化、體育和傳媒。

### 國家首腦會議
國家首腦會議（葡萄牙語：Conferência de Chefes de Estado e de Governo da Comunidade dos Países de Língua Portuguesa）又稱“共同體峰會”（葡萄牙語：Cimeira da CPLP），是共同體的主要支柱之一。會議每兩年舉辦一次，齊聚各成員國的國家或政府首腦。
共同體峰會的任務有：
- 確立共同體的戰略和一般政策；
- 依照各成員國的一致意見推進會議進程；
- 建立各類共同體機構，以及對部長會議進行授權；
- 選舉共同體輪流主席；
- 選舉執行祕書長；

下表爲共同體歷史上的各屆峰會：
| 屆數 | 主辦國           | 主辦城市 | 年費 |
| ---- | ---------------- | -------- | ---- |
| 1    | 葡萄牙           | 里斯本   | 1996 |
| 2    |                  | 普拉亞   | 1998 |
| 3    | 莫桑比克         | 馬普托   | 2000 |
| 4    | 巴西             | 巴西利亞 | 2002 |
| 5    | 聖多美和普林西比 | 聖多美   | 2004 |
| 6    |                  | 比紹     | 2006 |
| 7    | 葡萄牙           | 里斯本   | 2008 |
| 8    | 安哥拉           | 羅安達   | 2010 |
| 9    | 莫桑比克         | 馬普托   | 2012 |
| 10   | 东帝汶           | 帝力     | 2014 |
| 11   | 巴西             | 巴西利亞 | 2016 |
| 12   |                  | 薩爾島   | 2018 |
| 13   | 安哥拉           | 羅安達   | 2021 |

### 執行祕書長
執行祕書長（葡萄牙語：Secretário Executivo da CPLP）是共同體的最高代表，並負責共同體執行祕書處（葡萄牙語：Secretariado Executivo）的事務。执行秘书处负责设计并执行项目及计划。祕書長必須爲成員國的高階外交官或政治家。 执行秘书有两年的任期，只能被重选一次。祕書處位於葡萄牙里斯本。
| 姓名                                                                | 圖片 | 國家             | 任命年份   | 卸任年份   | 背景 |
| ------------------------------------------------------------------- | ---- | ---------------- | ---------- | ---------- | --- |
| 馬科利諾·莫科 Marcolino José Carlos Moco                            |      | 安哥拉           | 1996年7月  | 2000年7月  | 第三任安哥拉總理 (1992–1996) |
| 杜爾塞·瑪麗亞·佩雷拉 Dulce Maria Pereira                            |      | 巴西             | 2000年7月  | 2002年8月  | 巴西帕尔马雷斯人文化基金会主席 (1996–2000)                                                                                         |
| 若昂·奧古斯托·德·梅迪西斯 João Augusto de Médicis                   |      | 巴西             | 2002年8月  | 2004年4月  | 巴西駐肯尼亞大使 (1984–1989) 巴西駐波蘭大使 (1991–1993) 巴西駐中國大使 (1994–1996) 巴西駐智利大使 (1999–2002)                      |
| 路易斯·德·馬托斯·蒙泰羅·達·豐塞卡 Luís de Matos Monteiro da Fonseca |      |                  | 2004年7月  | 2008年7月  | 佛得角駐歐洲經濟共同體大使 (1987–1991) 佛得角駐俄羅斯大使 (1991–1994) 佛得角駐奧地利大使(1999–2001) 佛得角駐聯合國大使 (2001–2004) |
| 多明戈斯·西蒙斯·佩雷拉 Domingos Simões Pereira                      |      |                  | 2008年7月  | 2012年7月  | 第16任幾內亞比紹總理 (2014–2015) 幾內亞比紹公共建設部部長 (2004–2005)                                                              |
| 穆拉德·穆拉吉 Murade Isaac Murargy                                  |      | 莫桑比克         | 2012年7月  | 2017年1月  | 莫桑比克總統處祕書長 (1995–2005) 莫桑比克駐法國和德國大使 (1985–1995)                                                              |
| 席薇拉 Maria do Carmo Trovoada Pires de Carvalho Silveira           |      | 聖多美和普林西比 | 2017年7月  | 2018年12月 | 第13任聖多美和普林西比總裁 (2005–2006) 聖多美和普林西比總理央行行長 (1999–2005, 2011–2016)                                         |
| 里贝罗 Francisco Ribeiro Telles                                     |      | 葡萄牙           | 2018年12月 | 2021年7月  | 葡萄牙駐佛得角大使 (2002–2006) 葡萄牙駐安哥拉大使( 2007–2012) 葡萄牙駐巴西大使 (2012–2016) 葡萄牙駐意大利大使 (2016–2018)          |
| 薩卡瑞斯·達·哥斯達 Zacarias da Costa                                |      | 东帝汶           | 2021年7月  | 在任       | 東帝汶外交部部長 (2007–2012) |

### 部長會議

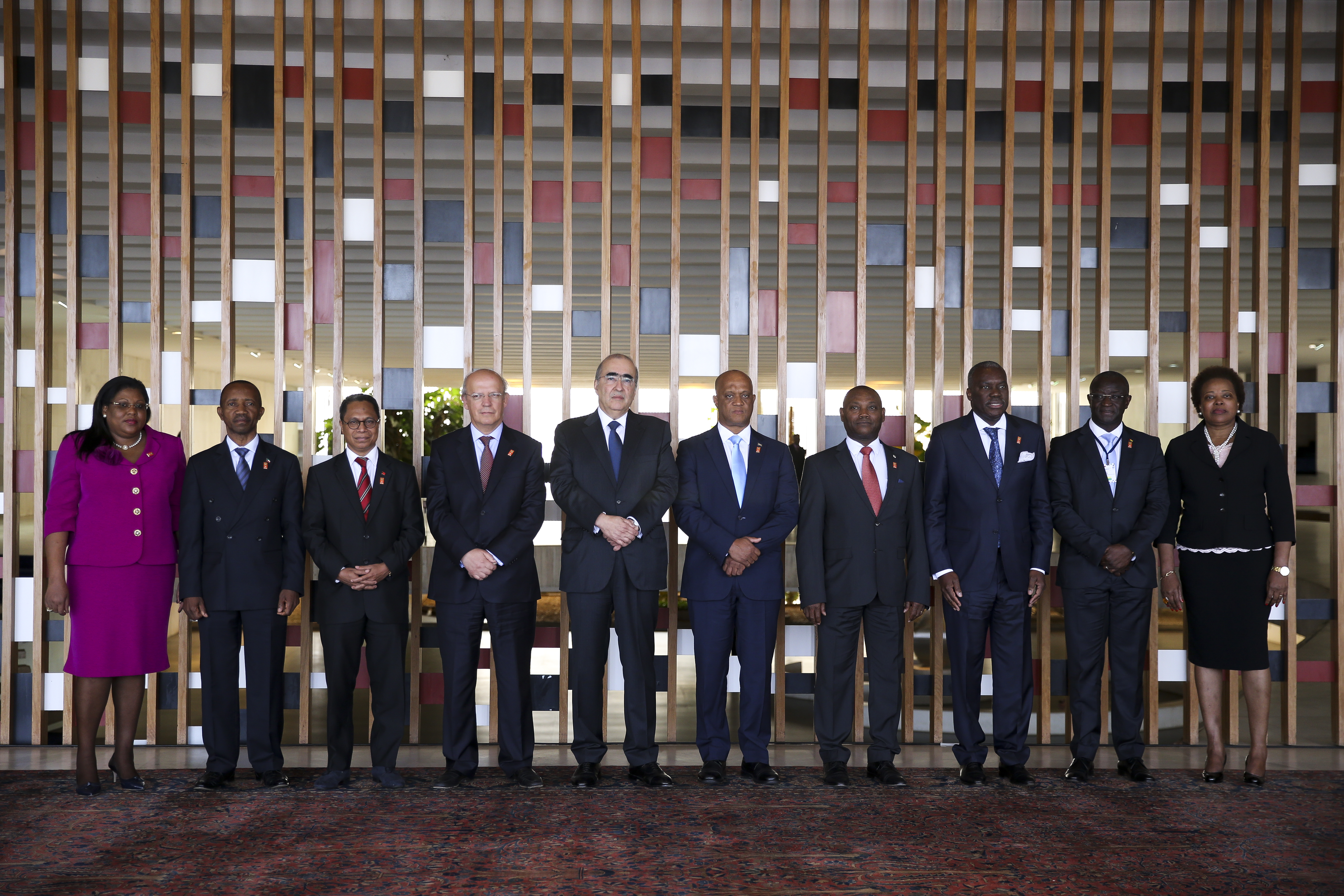
第22屆部長會議

部長會議分別由九個成員國的外交部部長組成，其職責爲：
- 推動共同體的活動；
- 監督共同體的運作與發展；
- 批准共同體的預算；
- 向國家首腦會議就共同體的一般政策、運作及發展提供建議；
- 向國家首腦會議提名執行祕書長和副執行祕書長；
- 負責組織共同體的各類會議；完成首腦會議委託的事務；

部長會議每兩年選派一名會議主席。會議每年舉行一次會晤，若有2/3的成員國要求，亦可舉行緊急會議。部長會議向國家首腦會議負責。其內部決定由一致意見產生。

### 總幹事
總幹事負責協助執行祕書處，該職位在2006年的峰會上首次確立。
該席位從成員國的公民中通過公共考試聘任，任期爲三年，並且可續任。總幹事負責共同體的日常管理，財務規劃，準備、協調和領導執行祕書處的會議和項目。
下表爲共同體歷史上的總幹事名單
| # | 名字                     | 國家             | 任職起始年份 | 卸任年份  |
| - | ------------------------ | ---------------- | ------------ | --------- |
| 1 | Hélder Vaz Lopes         |                  | 2008年1月    | 2014年1月 |
| 2 | Georgina Benrós de Mello |                  | 2014年2月    | 2020年2月 |
| 3 | Armindo Brito Fernandes  | 聖多美和普林西比 | 2020年2月    | 現任      |

### 親善大使
親善大使一職於2006年的幾內亞比紹峰會上開始確立，是共同體價值觀的公衆代表，兩年爲一任，任職者必須品格高尚。
歷史上曾就任親善大使的人物有：葡萄牙前總統沈拜奧，巴西前總統若澤·薩爾內，莫桑比克前總統若阿金·希薩諾，安哥拉前首相费尔南多·若泽·范杜嫩，聖多美和普林西比前首相贝蒂诺·布拉甘沙，巴西音樂家马提尼奥·达·维拉，安哥拉足球聯盟及安哥拉奧林匹克委員會主席古斯塔沃·達·孔塞桑。
現任親善大使是共同體前執行祕書長，路易斯·豐塞卡，於2010年7月20日的部長會議上被任命。

### 共同體青年論壇
共同體青年論壇（葡萄牙語：O Fórum da Juventude da Comunidade dos Países de Língua Portuguesa，簡稱 FJCPLP）成立於1997年，主要致力團結各成員國的青年組織，維護全球青年的權益。目前共同體該方面的活動有葡語系運動會以及共同體青年創意雙年展，兩者每隔兩年輪流舉辦一次（例如運動會於A年份，雙年展於B年份，運動會於接下來的C年份，如此類推）。

### 葡語國家首都城市聯盟
葡語國家首都城市聯盟（葡萄牙語：União das Cidades Capitais Luso-Afro-Américo-Asiaticas，簡稱 UCCLA）於1995年6月28日在里斯本成立，目的是加強各葡語城市的國際合作，領域包括企業發展、移民、文化、葡語推廣、城市管理、公路系統、遺產保護、公共衛生以及用水供應等方面。
創始城市有里斯本（葡萄牙）、馬普托（莫桑比克）、比紹（幾內亞比紹）、普拉亞（佛得角）、里約熱內盧（巴西）、聖多美（聖多美和普林西比）以及澳門（中國）。目前聯盟的成員城市已經擴大至數十座。

### 議員大會
葡語國家議員大會是共同體議會間合作組織，致力於推進各國的和平、民主及法治進程。現時議員大會輪任主席爲來自幾內亞比紹的西普里亞諾·卡薩馬。

### 公共頻道交換平台計畫
葡語系國家公共頻道交換平台計畫（CPLP TV）是共同體正在籌備建立的項目，旨在加強各葡語國家公共電視臺交流，提供交換或合製節目平臺，提升各地傳媒和新聞工作者的合作。項目的最終目的是建立一個全球性的葡語電視臺，其費用由葡萄牙政府以及聯合國教科文組織承擔。
- 葡萄牙：葡萄牙廣播電視公司（Rádio e Televisão de Portugal）
- 巴西：環球電視網（Rede Globo）
- 安哥拉：安哥拉公共電視臺（英语：Televisão Pública de Angola）
- 莫桑比克：莫桑比克電視臺（英语：Televisão de Moçambique）
- ：幾內亞比紹電視台 （Televisão da Guiné-Bissau）
- ：佛得角廣播電視台（英语：Rádio e Televisão de Cabo Verde）
- 聖多美和普林西比：聖多美和普林西比電視臺（Televisão Santomense）
- 东帝汶：東帝汶廣播電視台（Rádio e Televisão de Timor-Leste）